# Клёккер-Эренстраль, Давид
Давид Клёккер-Эренстраль (швед. David Klö(c)ker Ehrenstrahl; 23 сентября 1629, Гамбург – 23 октября 1698, Стокгольм) – шведский художник немецкого происхождения.

## Биография
Давид Клёккер родился 23 сентября 1629 года в Гамбурге. В 1646 году он поступил на службу в шведскую канцелярию и служил в ней в ходе мирных переговоров в Оснабрюке. После заключения мира оставил место и направился в Голландию, чтобы посвятить себя изучению живописи.
В 1651 году он был приглашён в Швецию, где поступил на службу к вдовствующей королеве Марии Элеоноре. Спустя несколько лет с согласия королевы предпринял поездку по Германии и Италии для совершенствования своего таланта художника. После двухгодичного пребывания в Венеции он отправился в Рим, где его первые работы привлекли к себе внимание, а кардинал Ландграф даже предоставил ему для проживания свой дом. В Риме в то время блистал Пьетро да Кортона. Клёккер обучался у него, и впоследствии его картины, на которых часто присутствовали аллегории, напоминали знатокам его бывшего учителя.
В 1661 году Клёкер через Францию и Англию вернулся в Швецию и вскоре был назначен придворным живописцем с жалованием в 600 риксдалеров серебром. Его главной обязанностью стала роспись королевских летних дворцов Грипсхольм, Стрёмсхольм, Ульриксдаль, а также Дроттнингхольма. В 1674 году ему было пожаловано дворянское достоинство и фамилия Эренстраль, а в 1690 году его назначили на должность гоф-интенданта.
Клёккер-Эренстраль был крупнейшим шведским художником своего времени и одним из самых продуктивных. Его исторические полотна, аллегории и портреты украшают летние замки, общественные строения, а также государственные и частные коллекции. Среди наиболее известных его работ «Коронация Карла XII», «Страшный суд», «Распятие» и др. Немалую роль он сыграл и в развитии портретного искусства Швеции. Его кисти принадлежат также полотна, на которых изображались животные, в частности, лошади Карла XII Бриллиант, Галлант и Кортом.
Умер Клёккер-Эренстраль 23 октября 1698 года и был погребён в стокгольмской церкви Святого Николая.

## Семья
Клёккер-Эренстраль был дважды женат. В 1663 году он сочетался браком с Марией Моммой и благодаря ему заложил основу своему благосостоянию. Второй брак был заключён в 1681 году со вдовой пастора Ю. Гердеса Эмеренцией Бауманн.
Дочь Эренстраля, Анна Мария (1666–1729), также была художницей.

## Галерея

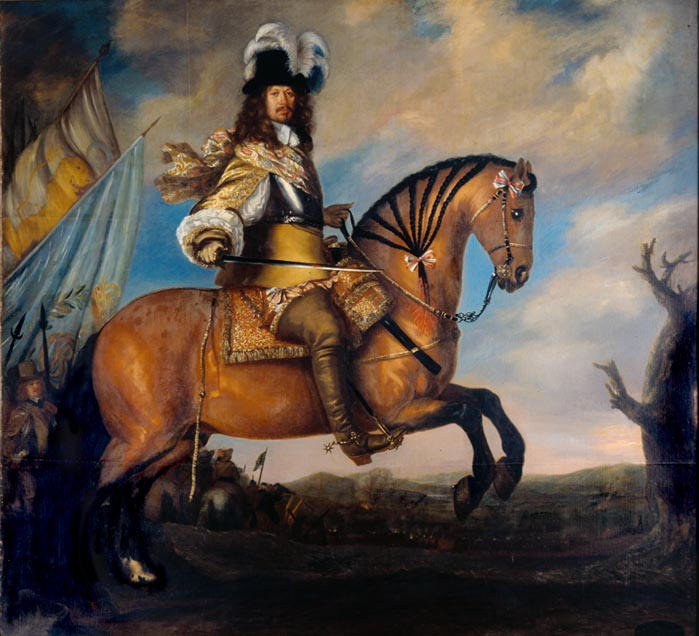
Карл Густав Врангель
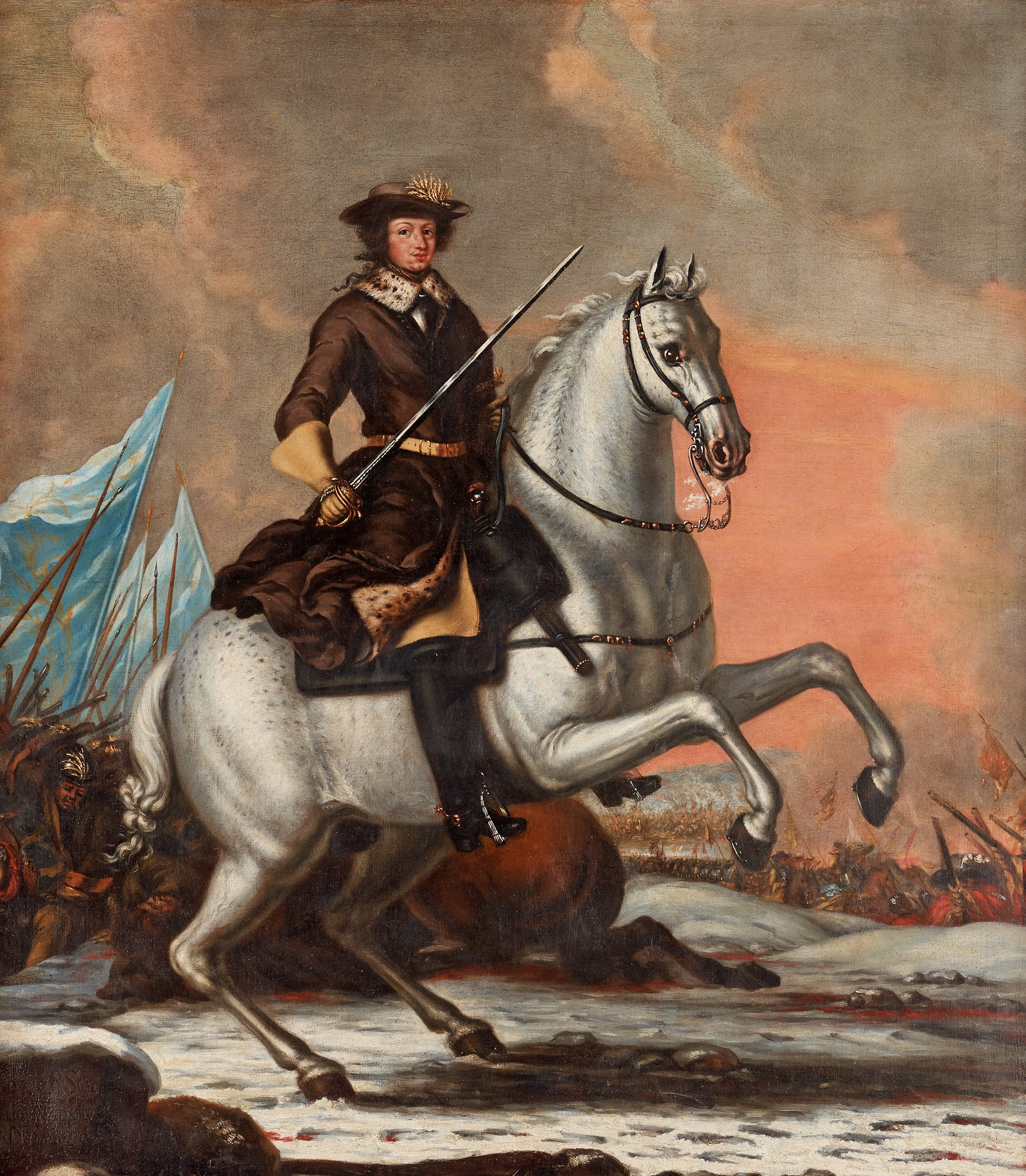
Карл XI
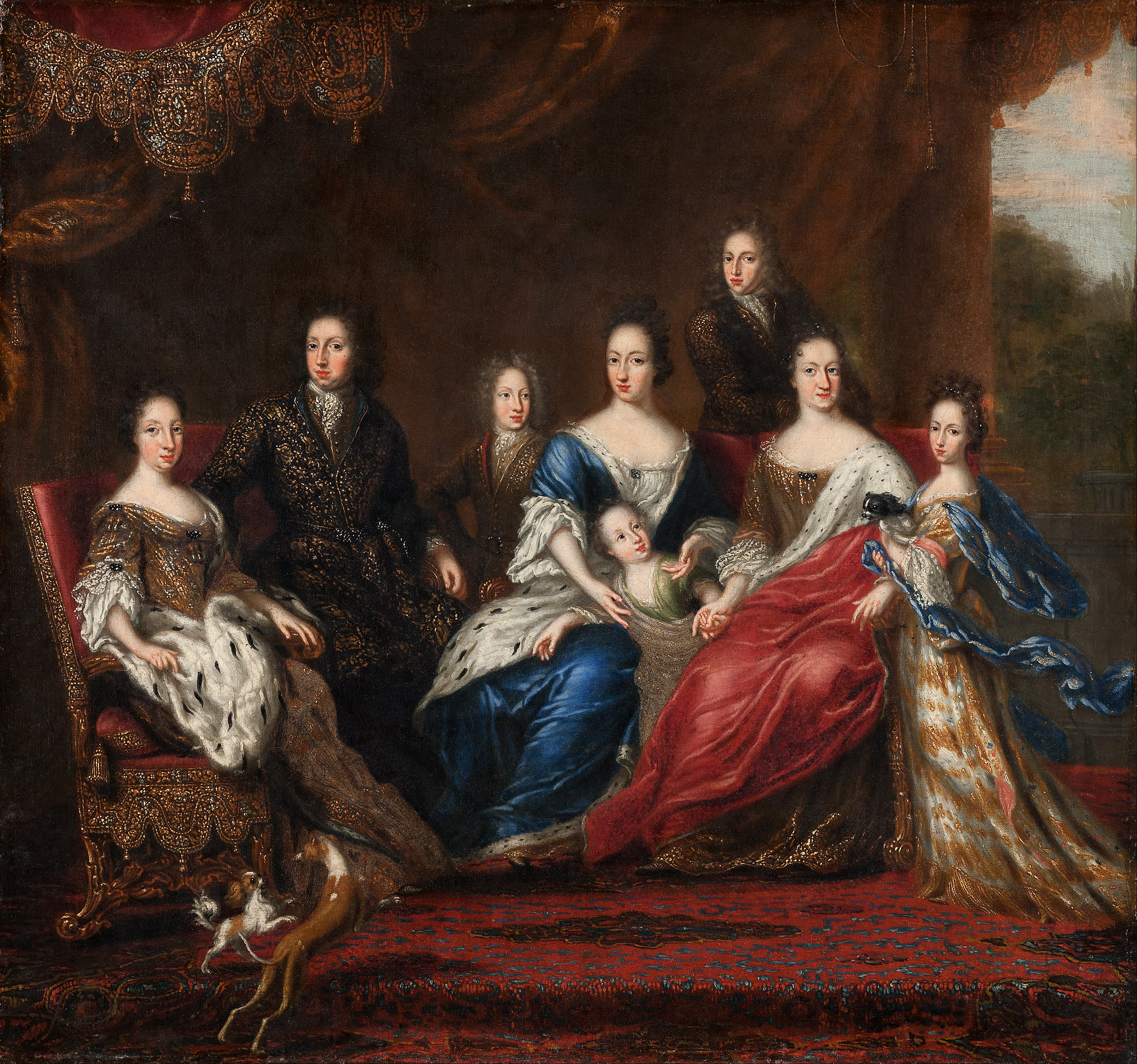
Семья Карла XI
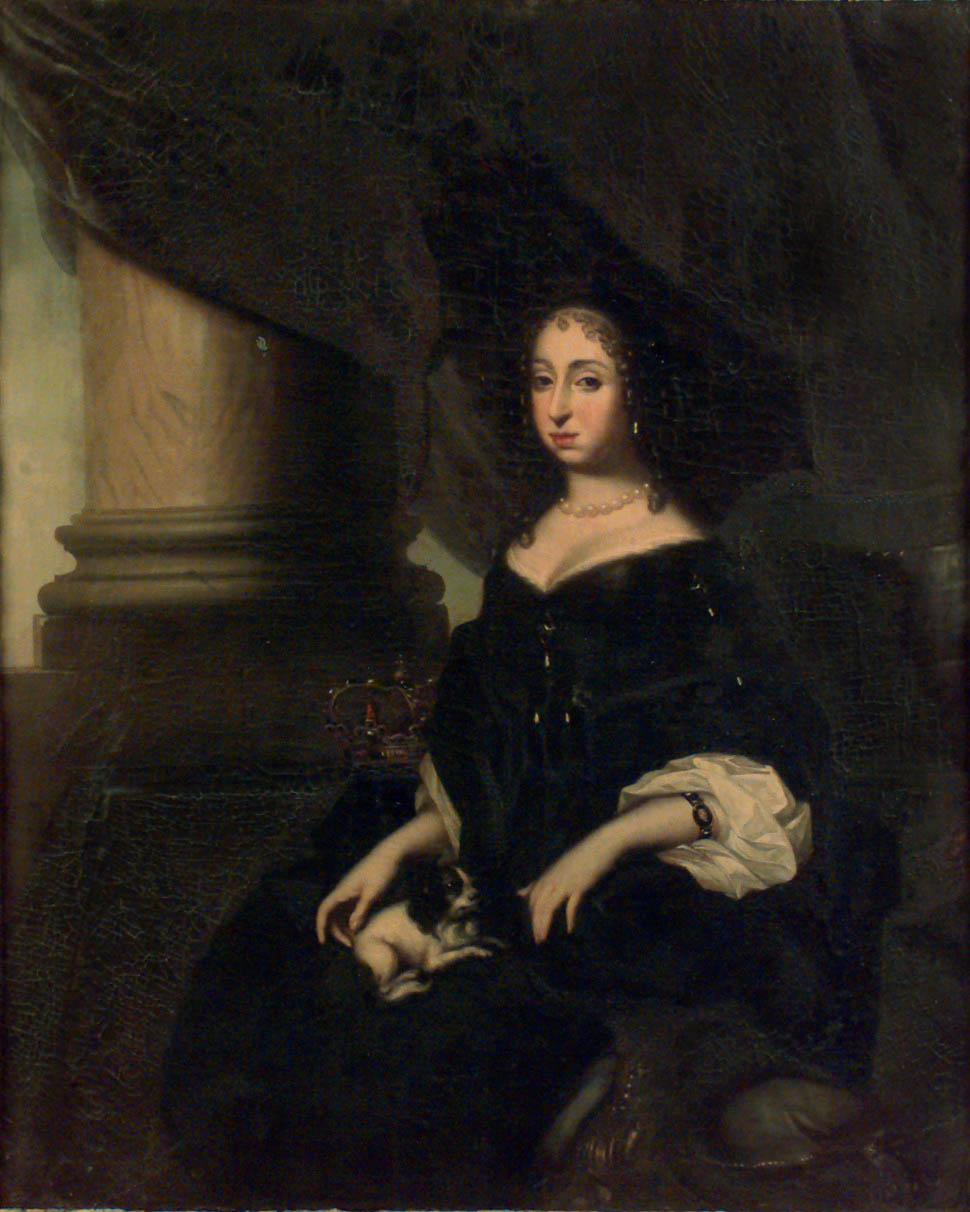
Королева Хедвига Элеонора
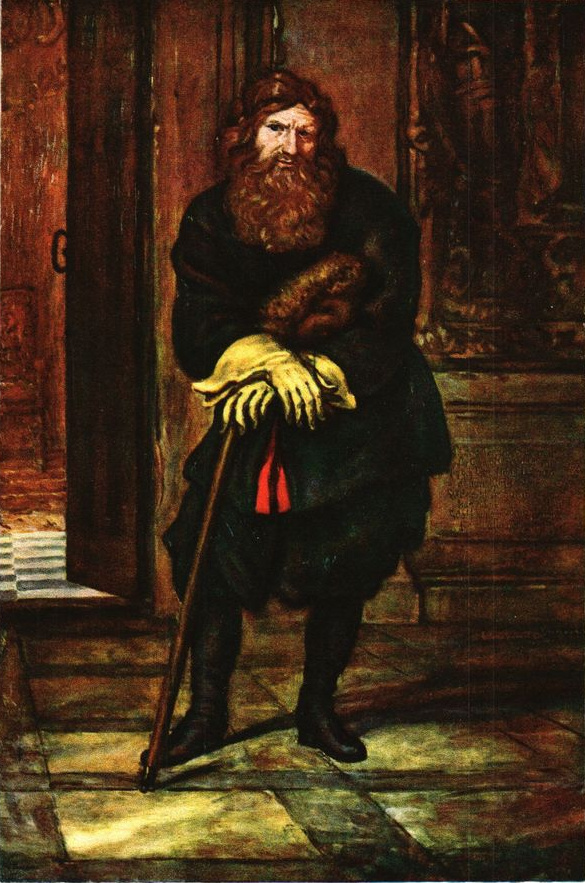
Председатель крестьянского сословия на риксдаге 1686 года Пер Ульссон
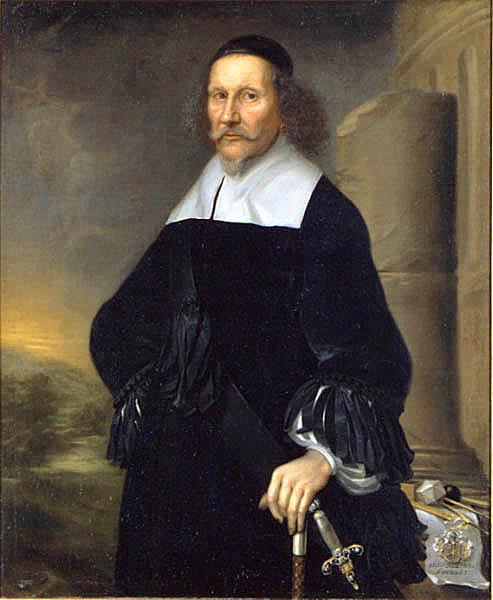
Поэт Георг Шернъельм